# Sankt Franciskus kloster och kyrka, Zagreb
Sankt Franciskus kloster och kyrka (kroatiska: Samostan i crkva svetog Franje) är ett romersk-katolskt kloster och klosterkyrka i Zagreb i Kroatien. Franciskanerklostret och dess kyrka, beläget i Kaptol i Zagrebs historiska stadskärna, är säte för Sankt Kyrillos och Methodios kroatiska franciskanska provins. Klostret är ett av de äldsta i Kroatien och klosterkyrkan är en av stadens sevärdheter. 

## Historik
Sedan de tatariska räderna mot Zagreb upphört i mitten av 1200-talet lät franciskanerna uppföra en kyrka i gotisk stil. Franciskanerklostret tros ha tillkommit under samma period. 
1529 skadades klostret i de inbördes stridigheter som stod mellan anhängare till den habsburgska kejsaren Ferdinand I och den ungerska kungen Johan Zápolya. Sedan klostret återuppbyggts och renoverats återvände franciskanerna men övergav det 1560 med anledning av det lilla antalet munkar som bodde i det. 
Under ledning av Franjo Drašković återvände franciskanerna 1607. 1607-1620 renoverades klosterkyrkan men både den och klostret skadades svårt i branden 1645. Under Elizabeta Muskon-Erdődys försorg renoverades kyrkan 1649 och fick då karaktäristiska stildrag från barocken. 
I den stora jordbävningen 1880 skadades byggnaderna ånyo och Hermann Bollé fick i uppdrag att restaurera kyrkan som då fick en nygotisk prägel. 1885 restes kyrktornet och 1896-1902 restaurerades den övriga kyrkobyggnaden.

## Interiör
Högaltaret i den enskeppiga klosterkyrkan har en målning av sankt Franciskus utförd av Celestin Medović. I kyrkan finns även sidoaltare i nygotisk stil. Kyrkans fönster i klara färger är målade av Ivo Dulčić.
I klostret finns Franciskuskapellet med stuck och barockmålningar.    

### Fotnoter
1. 1 2 3 4 5  Sankt Kyrillos och Methodios kroatiska franciskanska provins - Officiell webbplats (kroatiska)
2. ↑  Zagreb-touristinfo.hr - Zagrebs turistförening (engelska)